# (2706) Borovský
Pour les articles homonymes, voir Borovský.
(2706) Borovský est un astéroïde de la ceinture principale.

## Description
(2706) Borovský est un astéroïde de la ceinture principale. Il fut découvert le 11 novembre 1980 à l'observatoire Kleť par Zdeňka Vávrová. Il présente une orbite caractérisée par un demi-grand axe de 3,02 UA, une excentricité de 0,04 et une inclinaison de 10,9° par rapport à l'écliptique.
Il est nommé d'après le poète tchèque Karel Havlíček Borovský.

## Compléments